# Hutton (Familienname)
Hutton ist ein englischer Familienname.

## Namensträger
- Alan Hutton (* 1984), schottischer Fußballspieler
- Alexander Watson Hutton (1853–1936), schottisch-argentinischer Fußballfunktionär
- Allister Hutton (* 1954), britischer Leichtathlet
- Ashley Hutton (* 1987), nordirische Fußballspielerin
- Barbara Hutton (1912–1979), US-amerikanische Erbin
- Beatrice Hutton (1893–1990), australische Architektin
- Ben Hutton (* 1993), kanadischer Eishockeyspieler
- Betty Hutton (1921–2007), US-amerikanische Schauspielerin, Sängerin und Entertainerin
- Brian Hutton, Baron Hutton (1931–2020), britischer Jurist und Lordrichter
- Brian G. Hutton (1935–2014), US-amerikanischer Filmregisseur und Schauspieler
- Caroline Amy Hutton (1861–1931), britische Klassische Archäologin
- Carter Hutton (* 1985), kanadischer Eishockeytorwart
- Charles Hutton (1737–1823), britischer Mathematiker
- David Hutton (Fußballspieler, 1985), schottischer Fußballspieler und -trainer
- David Hutton (Fußballspieler, 1989), irischer Fußballspieler
- Dick Hutton (Richard Heron Avis Hutton; 1923–2003), US-amerikanischer Ringer und Wrestler
- Edward Hutton (Offizier) (1848–1923), britischer Generalleutnant
- Edward Hutton (Schriftsteller) (1875–1969), britischer Schriftsteller
- Edward Francis Hutton (1875–1962), US-amerikanischer Finanzunternehmer
- Frederick Wollaston Hutton (1836–1905), britischer Geologe und Botaniker
- George Hutton (1801–1870), Lehrer für Gehörlose
- Ina Ray Hutton (1916–1984), US-amerikanische Bigbandleaderin
- Isabel Emslie Hutton (1887–1960), schottische Ärztin und Autorin
- James Hutton (1726–1797), schottischer Geowissenschaftler
- James Scott Hutton (1833–1891), Rektor in Halifax
- Jasmine Hutton (* 1999), englische Squashspielerin
- Jeremy Michael Hutton (* 1976), US-amerikanischer Hebraist
- Jim Hutton (1934–1979), US-amerikanischer Schauspieler
- John Hutton (Politiker, 1847) (1847–1921), britischer Politiker
- John Hutton (Fußballspieler), schottischer Fußballspieler
- John Hutton (Schriftsteller) (* 1928), britischer Schriftsteller
- John Hutton (Designer) (1947–2006), US-amerikanischer Designer
- John Hutton, Baron Hutton of Furness (* 1955), britischer Politiker
- John E. Hutton (1828–1893), US-amerikanischer Politiker
- John Henry Hutton (1885–1968), britischer Ethnograph und Kolonialbeamter
- Jonathan Hutton (* 1956), britischer Zoologe und Biogeograph
- June Hutton (1920–1973), US-amerikanische Sängerin
- Kurt Hutton (Kurt Hübschmann; 1893–1960), deutsch-britischer Fotograf
- Kyle Hutton (* 1991), schottischer Fußballspieler
- Lana Hutton Bowen-Judd (1922–1985), britische Schriftstellerin
- Lauren Hutton (* 1943), US-amerikanische Schauspielerin und Fotomodell
- Len Hutton (Leichtathlet) (1908–1979), kanadischer Weitspringer
- Len Hutton (Cricketspieler) (1916–1990), englischer Cricketspieler
- Louisa Hutton (* 1957), britische Architektin
- Marion Hutton (1919–1987), US-amerikanische Sängerin und Schauspielerin
- Mick Hutton (* 1956), britischer Jazzmusiker und Komponist
- Pascale Hutton (* 1979), kanadische Schauspielerin
- Ralph Hutton (* 1948), kanadischer Schwimmer
- Richard Hutton (Cricketspieler) (* 1942), englischer Cricketspieler
- Richard Hutton (Produzent), US-amerikanischer Filmproduzent
- Richard Hutton (Rennfahrer), britischer Automobilrennfahrer
- Richard Heron Avis Hutton (1923–2003), US-amerikanischer Ringer und Wrestler, siehe Dick Hutton
- Robert Hutton (Kleriker) († 1568), britischer Kleriker
- Robert Hutton (Sportschütze) (1872–1920), britischer Sportschütze
- Robert Hutton (Metallurg) (1876–1970), britischer Metallurg und Hochschulprofessor
- Robert Hutton (Schauspieler) (1920–1994), US-amerikanischer Schauspieler
- Ronald Hutton (* 1953), britischer Historiker
- Sarah Hutton (* 1948), britische Philosophie- und Wissenschaftshistorikerin
- Thomas Hutton (Naturforscher) (1806–1875), britischer Offizier und Naturforscher
- Thomas Hutton (General) (1890–1981), britischer Generalleutnant
- Thomas Hutton-Mills Senior (1865–1931), ghanaischer Politiker
- Thomas Hutton-Mills Junior (1894–1959), ghanaischer Politiker
- Timothy Hutton (* 1960), US-amerikanischer Schauspieler
- Will Hutton (* 1950), britischer Autor und Publizist
- William E. Hutton, US-amerikanischer Börsenmakler